# Euphysilla peterseni
Euphysilla peterseni är en nässeldjursart som beskrevs av Allwein 1967. Euphysilla peterseni ingår i släktet Euphysilla och familjen Corymorphidae. Inga underarter finns listade i Catalogue of Life.